# Des Deutschen Vaterland

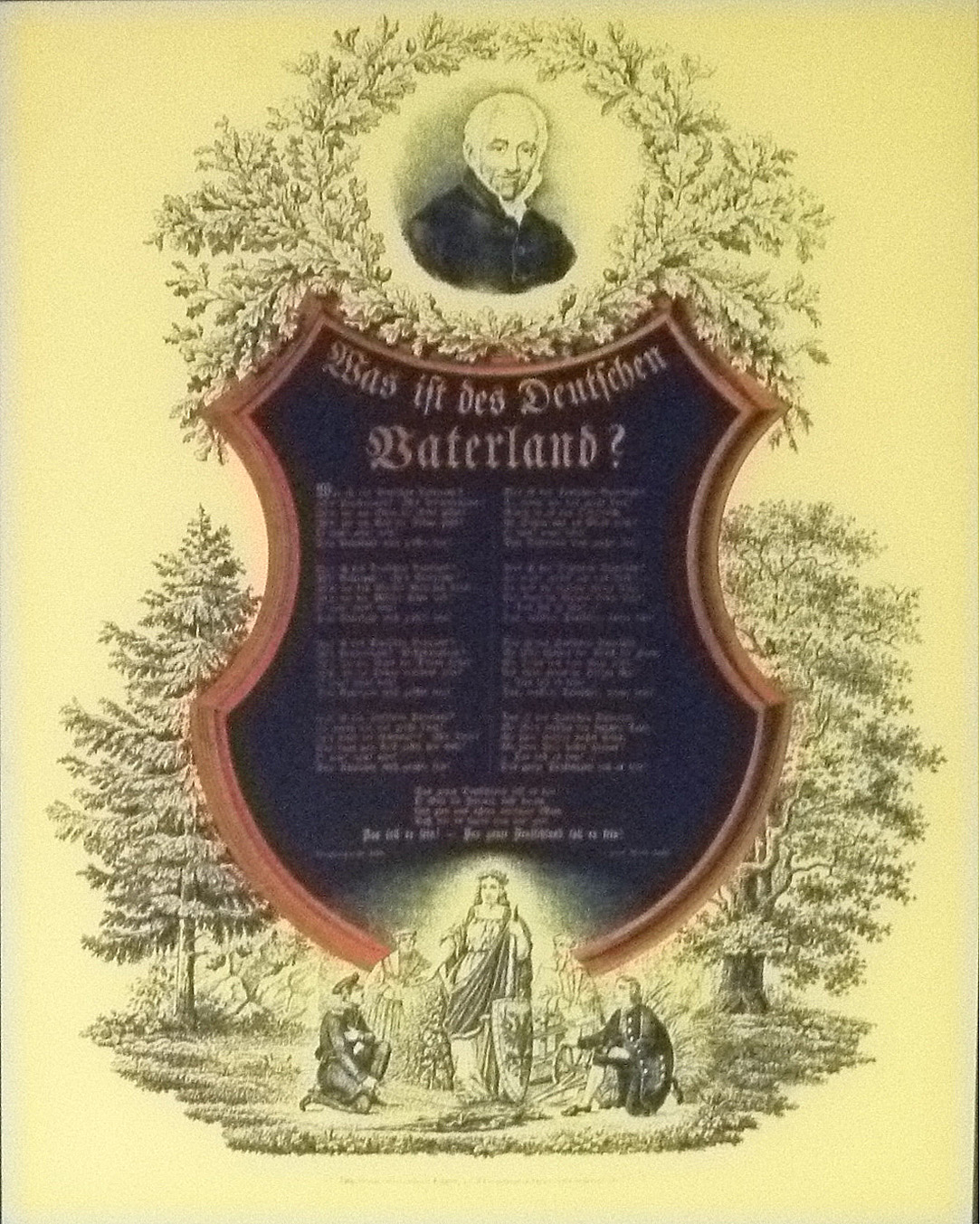
Was ist des Deutschen Vaterland

Was ist des Deutschen Vaterland [¿Cuál es la patria de los alemanes?] es una canción patriótica alemana escrita por Ernst Moritz Arndt (1813) que fue muy popular en el siglo XIX. 

## Historia
En el texto, Arndt trata la cuestión alemana y la responde demandando una Gran Alemania que comprenda todos las áreas germanoparlantes de Europa. La canción fue presentada por primera vez en Berlín en 1814.
La melodía inicial no fue demasiado popular, por lo que Gustav Reichardt escribió una nueva melodía en 1825, la cual popularizó la canción entre la población germana que deseaba una transformación de la Confederación Alemana en un Imperio unido. 
Joachim Raff utilizó la melodía de Reichhardt como un leitmotif en su sinfonía An das Vaterland.

## Texto
Arndt enumera los estados y regiones alemanes y pregunta si estas áreas particulares son la patria de todos los alemanes. Inmediatamente responde con "no", y finalmente concluye que ningún estado o estados en particular pueden constituir la patria alemana, pues esta se entiende como la totalidad de las regiones predominantemente de habla alemana.
| Versión originalWas ist des Deutschen Vaterland? Ist’s Preußenland? Ist’s Schwabenland? Ist’s, wo am Rhein die Rebe blüht? Ist’s, wo am Belt die Möwe zieht? O nein, nein, nein! Sein Vaterland muss größer sein! Was ist des Deutschen Vaterland? Ist’s Bayerland? Ist’s Steierland? Ist’s, wo des Marsen Rind sich streckt? Ist’s, wo der Märker Eisen reckt? O nein, nein, nein! Sein Vaterland muss größer sein! Was ist des Deutschen Vaterland? Ist’s Pommerland? Westfalenland? Ist’s, wo der Sand der Dünen weht? Ist’s, wo die Donau brausend geht? O nein, nein, nein! Sein Vaterland muss größer sein! Was ist des Deutschen Vaterland? So nenne mir das große Land! Ist’s Land der Schweizer? Ist’s Tirol? Das Land und Volk gefiel mir wohl. Doch nein, nein, nein! Sein Vaterland muss größer sein! Was ist des Deutschen Vaterland? So nenne mir das große Land! Gewiss, es ist das Österreich, An Ehren und an Siegen reich? O nein, nein, nein! Sein Vaterland muss größer sein! Was ist des Deutschen Vaterland? So nenne endlich mir das Land! So weit die deutsche Zunge klingt Und Gott im Himmel Lieder singt: Das soll es sein! Das soll es sein! Das, wackrer Deutscher, nenne dein! Das ist des Deutschen Vaterland, Wo Eide schwört der Druck der Hand, Wo Treue hell vom Auge blitzt Und Liebe warm im Herzen sitzt. Das soll es sein! Das soll es sein! Das, wackrer Deutscher, nenne dein! Das ist des Deutschen Vaterland, Wo Zorn vertilgt den welschen Tand, Wo jeder Franzmann heißet Feind, Wo jeder Deutsche heißet Freund. Das soll es sein! das soll es sein! Das ganze Deutschland soll es sein! O Gott vom Himmel, sieh darein Und gib uns rechten deutschen Mut, Dass wir es lieben treu und gut! Das soll es sein! Das soll es sein! Das ganze Deutschland soll es sein! | Versión traducida¿Cuál es la patria del alemán? ¿Es Prusia, es Suabia? ¿Es donde florecen las vides en el Rin? ¿Es donde se mueve la gaviota en el Belt? ¡Oh No! ¡No! ¡No! ¡Nuestra patria debe ser más grande! ¿Cuál es la patria del alemán? ¿Es Baviera, es Estiria? ¿Es donde vaga el ganado de Marsi? ¿Es donde los ciudadanos de Mark moldean el hierro? ¡Oh No! ¡No! ¡No! ¡Nuestra patria debe ser más grande! ¿Cuál es la patria del alemán? ¿Es Pomerania, es Westfalia? ¿Es donde sopla la arena de las dunas? ¿Es por donde se precipita el Danubio? ¡Oh No! ¡No! ¡No! ¡Nuestra patria debe ser más grande! ¿Cuál es la patria del Alemán? ¡Así que nombra al gran país! ¿Es la tierra de los suizos, es el Tirol? ¡La tierra y la gente que me agrada! ¡Pero no! ¡No! ¡No! ¡Nuestra patria debe ser más grande! ¿Cuál es la patria del Alemán? ¡Así que nombra al gran país! Ciertamente, debe ser Austria, ¿Rico en victorias y honores? ¡Oh No! ¡No! ¡No! ¡Nuestra patria debe ser más grande! ¿Cuál es la patria del Alemán? ¡Así que, finalmente, nómbrame la gran tierra! Hasta donde suena la lengua alemana Y Dios canta canciones en el Cielo: ¡Eso será! ¡Eso será! ¡Eso, valiente alemán, llámalo tuyo! Esa es la patria del alemán, Donde se hacen juramentos con un apretón de manos, Donde la lealtad brilla intensamente desde el ojo Y el amor se sienta cálidamente en el corazón. ¡Eso será! ¡Eso será! ¡Eso, valiente alemán, llámalo tuyo! Esa es la patria del alemán, Donde la ira aniquila la basura extranjera, Donde cada francés se llama enemigo, Donde cada alemán se llama amigo. ¡Eso será! ¡Eso será! ¡Toda Alemania debería serlo! ¡Toda Alemania debería serlo! ¡Oh Dios desde el Cielo, mira dentro Y danos verdadero coraje alemán! ¡Para que podamos amarlo fielmente y bien! ¡Eso será! ¡Eso será! ¡Toda Alemania debería serlo! |